# Hela Sverige skramlar (2022)
Hela Sverige skramlar för Ukraina var en svensk insamlingsgala som genomfördes den 2 april 2022 i Globen efter Rysslands invasion av Ukraina 2022.
I mars 2022 meddelas det att galan, som tidigare ägt rum 2015, återuppstår i solidaritet med Ukraina för att stävja humanitär kris, främja mänskliga rättigheter och demokrati. Pengarna samlades in till Radiohjälpen.
Utannonserade programledare var Emma Molin och Fredrik Skavlan. Utannonserade artister var Veronica Maggio, Per Gessle, Eva Dahlgren, The Hives, Cornelia Jakobs, Gina Dirawi, Amason, Peter Jöback, Malena Ernman, Melissa Horn, Wilmer X, Johnossi, Miriam Bryant, Ola Salo, Benjamin Ingrosso, Sarah Dawn Finer, Imenella, Darin och Jakob Hellman.
Efter sändningen visade SVT långfilmen Folket tjänare 2, där Ukrainas president Volodymyr Zelenskyj spelar huvudrollen.